# On My Way (Ben Kweller)
On My Way è il secondo album in studio del cantautore e polistrumentista statunitense Ben Kweller, pubblicato nel 2004.

## Tracce
1. I Need You Back – 3:17
2. Hospital Bed – 3:37
3. My Apartment – 3:57
4. On My Way – 3:54
5. The Rules – 2:37
6. Down – 4:08
7. Living Life – 4:02
8. Ann Disaster – 3:08
9. Believer – 4:59
10. Hear Me Out – 3:44
11. Different but the Same – 5:02